# 岩井町 (鳥取県)
岩井町（いわいちょう）は、鳥取県岩美郡にあった自治体である。旧岩井郡。

## 概要
現在の岩美町岩井・宇治・長谷・真名・白地に相当する。蒲生川流域に位置した。
街の中心部は大字岩井で、江戸期までは温泉が湧き出たことから湯村（湯村宿）と呼ばれた。参勤交代制度で全国の街道の要地に宿駅が設けられ、岩井郡では湯村と細川村（後の服部村、現在の鳥取市）が宿場となっていた。

## 沿革
- 1874年（明治7年）12月3日 - 湯村が岩井宿に改称（高草郡・気多郡・河村郡の湯村も同日改称）[3]。
- 1881年（明治14年）9月12日 - 鳥取県再置。
- 1883年（明治16年）- 連合戸長役場を岩井宿に設置[1]。
- 1889年（明治22年）10月1日 - 町村制施行により、岩井郡岩井宿・宇治村・長谷村・真名村・白地村が合併して村制施行し、岩井村が発足。旧村名を継承した5大字を編成し、役場を岩井宿に設置。
- 1896年（明治29年）4月1日 - 郡制の施行により、邑美郡・法美郡・岩井郡の区域をもって岩美郡が発足し、岩美郡岩井村となる。
- 1914年（大正3年）10月1日 - 「岩井村大字岩井宿」「岩井村大字○○村」から大字の「宿」「村」を削除し、「岩井村大字○○」と呼ぶことになる[4]。
- 1917年（大正6年）4月10日 - 役場位置を大字岩井464番地に変更[5]。
- 1926年（大正15年）1月20日 - 岩井村営軌道開業。
- 1927年（昭和2年）6月10日 - 岩井村が町制施行して岩井町となる[3]。
- 1954年（昭和29年）7月1日 - 田後村、東村、浦富町、蒲生村、小田村、本庄村、大岩村、網代村と合併して岩美町が発足。同日岩井町廃止[6]。

## 行政

### 戸長
- 岩井宿外十二ヶ村連合戸長役場：安達貞一[7]
管轄区域：岩井宿・宇治村・長谷村・真名村・白地村（後の岩井村）、相山村・蒲生村・馬場村・銀山村・洗井村・鳥越村（後の蒲生村）、恩志村・高山村（後の本庄村の一部）[8]

### 歴代町長
| 代         | 氏名       | 就任年月日                 | 退任年月日                 | 備考                      |
| ---------- | ---------- | -------------------------- | -------------------------- | ------------------------- |
| 初         | 宮本新八郎 | 1889年（明治22年）11月2日  | 1891年（明治24年）9月5日   | 岩井村長                  |
| 2          | 山名澄道   | 1891年（明治24年）11月21日 | 1895年（明治28年）12月20日 |                           |
| 3          | 松本兵太郎 | 1895年（明治28年）12月23日 | 1900年（明治33年）1月10日  |                           |
| 4          | 宮本茂信   | 1900年（明治33年）1月12日  | 1904年（明治37年）1月12日  |                           |
| 5          | 山本三郎   | 1904年（明治37年）1月23日  | 1908年（明治41年）1月22日  |                           |
| 6          | 岸本弥太郎 | 1908年（明治41年）1月29日  | 1912年（明治45年）1月28日  |                           |
| 7          | 松本兵太郎 | 1912年（明治45年）2月6日   | 1916年（大正5年）1月28日   |                           |
| 8          | 中原貞次   | 1916年（大正5年）2月15日   | 1918年（大正7年）2月28日   |                           |
| 9          | 岸本弥太郎 | 1918年（大正7年）3月14日   | 1919年（大正8年）8月15日   |                           |
| 10         | 山本寛一   | 1919年（大正8年）9月6日    | 1923年（大正12年）9月5日   |                           |
| 11         | 中原貞次   | 1923年（大正12年）9月10日  | 1927年（昭和2年）9月9日    | 1927年6月10日から岩井町長 |
| 12         | 山崎熊蔵   | 1927年（昭和2年）9月10日   | 1930年（昭和5年）5月14日   |                           |
| 13         | 伊藤繁蔵   | 1931年（昭和6年）5月26日   | 1935年（昭和10年）5月25日  |                           |
| 14         | 橋本正規   | 1935年（昭和10年）6月17日  | 1936年（昭和11年）9月17日  |                           |
| 15         | 伊藤繁蔵   | 1936年（昭和11年）10月7日  | 1939年（昭和14年）9月1日   |                           |
| 16         | 伊藤繁蔵   | 1939年（昭和14年）12月1日  | 1940年（昭和15年）10月25日 |                           |
| 17         | 山本太郎   | 1940年（昭和15年）11月9日  | 1944年（昭和19年）11月8日  |                           |
| 18         | 伊藤繁蔵   | 1944年（昭和19年）11月25日 | 1946年（昭和21年）12月1日  |                           |
| 19         | 成瀬弥太郎 | 1947年（昭和22年）4月19日  | 1951年（昭和26年）4月18日  |                           |
| 20         | 成瀬弥太郎 | 1951年（昭和26年）4月24日  | 1954年（昭和29年）6月30日  |                           |
| 参考文献 - |            |                            |                            |                           |

## 教育
- 岩井町立岩井小学校（現在は統合により岩美町立岩美南小学校となる）
- 岩井町立岩井中学校（現在は統合により岩美町立岩美中学校となる）

## 交通

### 鉄道
- 岩井町営軌道：岩井温泉駅

### 道路
- 国道9号
- およし道路：岩美駅から温泉街まで最短で繋ぐ道路（現在の鳥取県道164号岩美停車場線）

## 名所・旧跡
- 岩井温泉

## 出身者
- 松岡駒吉（政治家・労働運動家、1888年 - 1958年）
- 尾崎翠（小説家、1896年 - 1971年）